# Königswiesen
Königswiesen ist eine Marktgemeinde in Oberösterreich im Bezirk Freistadt im Mühlviertel mit 3070 Einwohnern (Stand 1. Jänner 2024).

## Geografie
Der Ort Königswiesen liegt auf 610 Meter Höhe im Tal der Naarn. Die höchsten Erhebungen sind die Ganzenmauer (897 m) im Osten, Diesenberg (893 m) im Norden und Himmelberg (944 m) im Westen. Die Ausdehnung beträgt von Nord nach Süd 14,3 und von West nach Ost 12,1 Kilometer. Die Gesamtfläche umfasst 73,41Quadratkilometer. Beinahe sechzig Prozent der Fläche sind bewaldet, mehr als ein Drittel wird landwirtschaftlich genutzt.

### Gewässer
- Der Klammleitenbach entspringt dem Rubner Teich im Tannermoor in Liebenau, er durchfließt das Klammleitental und mündet in die Naarn.
- Der Schwarzaubach entspringt im Grenzbereich zur Ortschaft Purrath (Niederösterreich) und verbindet sich in Königswiesen mit dem Klammleitenbach zur Großen Naarn.
- Der Nussbach entspringt dem Klausteich in St. Georgen am Walde bzw. Altmelon und mündet anschließend in die Große Naarn.

### Gemeindegliederung
Das Gemeindegebiet umfasst folgende 17 Ortschaften (in Klammern Einwohnerzahl Stand 1. Jänner 2024):
- Ebrixedt (84) samt Rempersdorf
- Haid (213) samt Diesenreith und Haid-Zerstreute Häuser
- Harlingsedt (107)
- Hörzenschlag (84) samt Hörzenschlag-Zerstreute Häuser
- Kastendorf (136)
- Königswiesen (1228)
- Mayrhof (64)
- Mönchdorf (538)
- Mönchwald (92)
- Mötlasberg (140)
- Paroxedt (58)
- Pernedt (122)
- Salchenedt (50)
- Schlag (45)
- Schreineredt (45) samt Kaltenberg
- Staub (58)
- Stifting (6)

Die Gemeinde besteht aus den Katastralgemeinden Haid, Königswiesen, Mönchdorf, Mötlas und Paroxedt.
Die Gemeinde liegt im Gerichtsbezirk Perg.

### Nachbargemeinden
| Unterweißenbach           | Liebenau                                    | Arbesbach (NÖ)       |
| Pierbach                  | Kompassrose, die auf Nachbargemeinden zeigt | Altmelon (NÖ)        |
| St. Thomas am Blasenstein | Pabneukirchen                               | St. Georgen am Walde |

## Geschichte

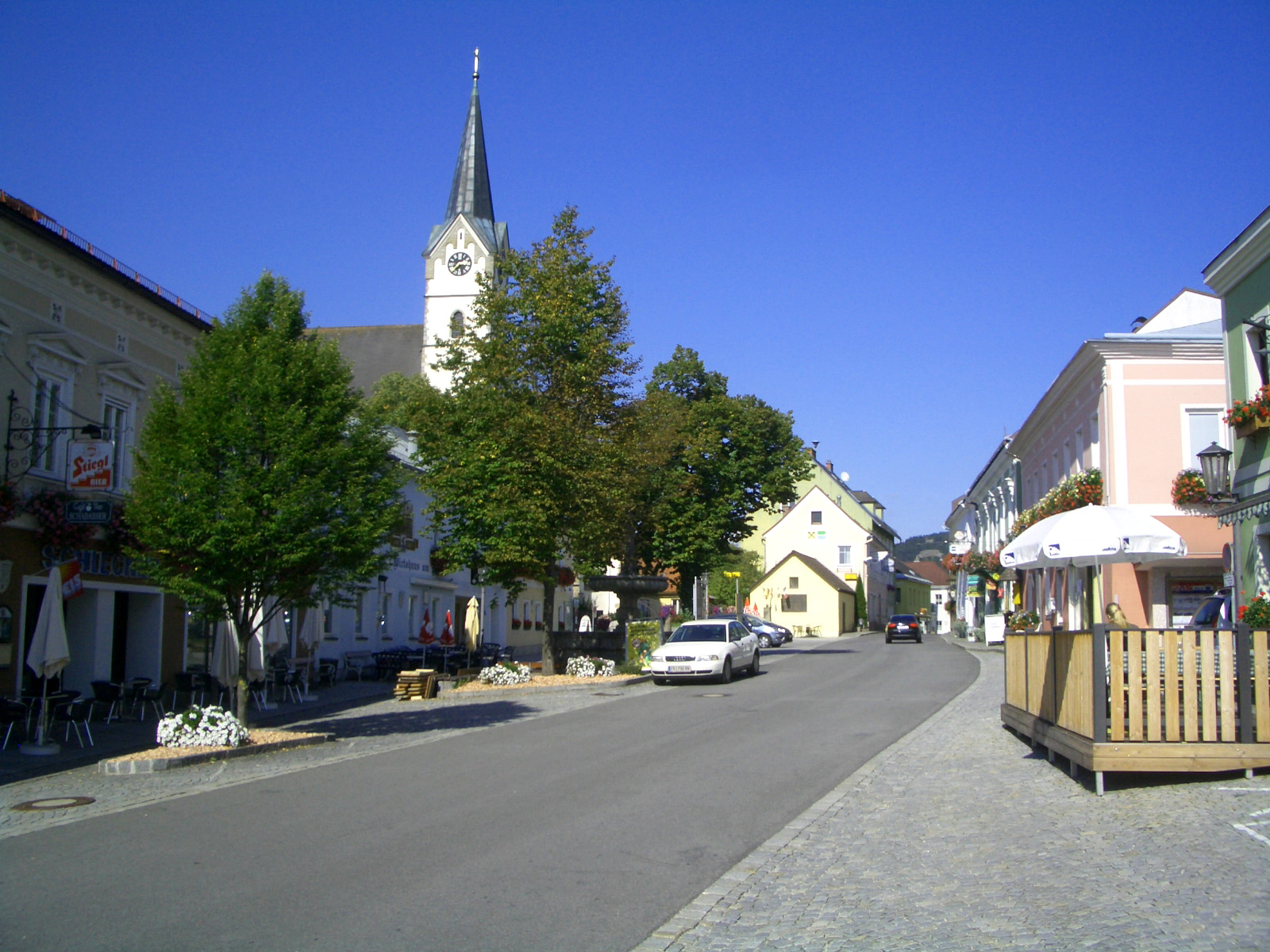
Ortszentrum von Königswiesen

Das Gebiet des heutigen Königswiesens wurde in der 2. Hälfte des 11. Jahrhunderts gerodet und besiedelt. Vorher führte ein Saumpfad von Linz in das Waldviertel, der Königswiesner-Saumpfad, wie in der Raffelstettener Zollordnung erwähnt. Am heutigen Standort des Orts war früher eine Raststätte der Kaufmannszüge, aus der sich der Ort entwickelte. Im Jahr 1147 wurde Königswiesen anlässlich der Gründung des Klosters Säbnich (später Stift Waldhausen) erstmals urkundlich erwähnt. Am 18. Juli 1279 erhielt Königswiesen von König Rudolf von Habsburg das Marktrecht forum Chunigiswiesen verliehen. Der Markt erhielt als bedeutender Handelsplatz die gleichen Rechte wie Enns, jeden Montag wurde ein Markt abgehalten.
Der Ortsname deutet auf ein Stück Land, das im Besitz des Königs war und immer wieder an Lehensnehmer vergeben wurde, beispielsweise 1147 an die Herren von Machland, 1247 an Ulrich und Kapeller, 1418 an die Wallseer, 1494 an die Liechtensteiner und 1574 an Leonhard Helfried von Meggau. Die Siedlung gehörte komplett zur Herrschaft Ruttenstein, die Pfarre war Waldhausen untergeordnet. Seit 1490 wird sie dem Fürstentum Österreich ob der Enns zugerechnet.
Unter Kaiser Maximilian II. kam die Herrschaft um 1571 an Hans Jakob Löbl. Zur Zeit der Hussitenkriege (um 1423) wurde der Tabor als Schanze gegen die Feinde errichtet, dieser diente im Oberösterreichischen Bauernkrieg 1626 als Sammelplatz und Stützpunkt. In der Zeit der Wiener Türkenbelagerung (1683) wurde die Schanze wieder ausgebessert und teilweise neu errichtet.
In der damaligen Zeit hatte der Marktrichter die Leitung der Marktgeschäfte inne und urteilte mit den Räten über Fälle der niedrigen Gerichtsbarkeit. Der Pranger von 1635 am Kirchenplatz dokumentiert diese Gerichtsbarkeit. Die hohe Gerichtsbarkeit hatte die Herrschaft Ruttenstein inne, der Pranger stand im Marktburgfried. Ein silberner Willkommensbecher aus 1600 ist noch erhalten, dies dürfte der einzige erhaltene in ganz Oberösterreich sein. Der Willkommensbecher wurde mit Wein gefüllt und zu festlichen Anlässen dem Gast durch den Marktrichter gereicht. Eine erste Schule wurde um 1612 erwähnt.
Während der Napoleonischen Kriege war der Ort mehrfach besetzt. Zahlreiche Brände suchten den Markt heim, insbesondere die Brände von 1563 und 1880 zerstörten große Teile des Ortes. 1823 wurde ein neues Schulgebäude errichtet. 1848 wurde die Gemeinde im heutigen Sinn eingerichtet. Die erste Postkutsche fuhr 1853, und 1864 wurde das erste Postamt errichtet. Um 1900 baute Ephraim Freynschlag den Hammer auf elektrischen Antrieb um, und der Ort bekam zusätzlich eine elektrische Beleuchtung. Seit 1918 gehört der Ort zum Bundesland Oberösterreich.
Nach dem Anschluss Österreichs an das Deutsche Reich am 13. März 1938 gehörte der Ort zum Reichsgau Oberdonau. NSDAP-Ortsgruppenleiter Königswiesens war der Arzt Dr. Weithner. Mindestens zwei Gemeindemitglieder wurden im Rahmen der Aktion T4 ermordet. Die letzte Kampfhandlung des Zweiten Weltkriegs in Oberösterreich fand in Königswiesen statt: Vier Kilometer südlich des Ortes bei der Kappermühle griffen SS-Einheiten am 6. Mai 1945 die Vorhut der 11. US-Panzerdivision an. Das Gefecht forderte mehrere Todesopfer auf beiden Seiten.
Nach 1945 lag Königswiesen in der sowjetischen Besatzungszone; nach 1955 wurde die Infrastruktur ausgebaut und verbessert. 1953 wütete ein starker Sturm, der zahlreiche Bäume fällte und Häuser abdeckte. In den letzten Jahren wurde der Ort bei Blumenschmuckbewerben mit acht Landespreisen ausgezeichnet, dadurch erhielt Königswiesen den Beinamen Blumeninsel des Mühlviertels. Die Gemeinde gehörte bis Ende 2002 zum Gerichtsbezirk Unterweißenbach, von 2003 bis 2013 zum Gerichtsbezirk Pregarten, und wurde per 1. Jänner 2013 dem Gerichtsbezirk Perg zugeteilt.

### Entwicklung und Struktur
Im Jahr 1869 wohnten im Gemeindegebiet 2663 Menschen. In der Folgezeit stagnierte die Einwohnerzahl und blieb bis 1961 fast gleich. Seit 1961 wird ein Wachstum verzeichnet, insbesondere bis 1981. Danach schwächte sich das Wachstum ab. Im Jahr 1991 hatte die Gemeinde 3090 Einwohner, bei der Volkszählung 2001 bereits 3123, was einem Anstieg von 1 % entspricht. Am 1. Jänner 2008 verzeichnete die Gemeinde 3158 Einwohner, den bisher höchsten Stand in der Geschichte.
Bei der Volkszählung 2001 betrug der Anteil der Einwohner, die 60 Jahre und älter waren, 17,7 %; 21,2 % waren unter 15 Jahre alt. Der Anteil der weiblichen Bevölkerung lag bei 50,1 %.
Von den 2460 Bewohnern Königswiesens, die 2001 über 15 Jahre alt waren, hatten 3,2 % eine Universität, Fachhochschule oder Akademie abgeschlossen. Weitere 4,1 % hatten eine Matura absolviert, 43,7 % hatten einen Lehrabschluss oder eine berufsbildende mittlere Schule besucht und 48,9 % aller Königswiesener hatten die Pflichtschule als höchsten Abschluss.

### Herkunft und Sprache
Der deutsche Dialekt, der im Raum Königswiesen sowie in Oberösterreich allgemein gesprochen wird, ist das Mittelbairische. 99,4 % der Königswiesener gaben 2001 Deutsch als Umgangssprache an. Weitere 0,3 % sprachen hauptsächlich bosnisch, der Rest sprach andere Sprachen.
Der Anteil der Königswiesener mit ausländischer Staatsbürgerschaft lag 2001 mit 0,5 % weit unter dem Durchschnitt Oberösterreichs. Dabei hatten 0,3 % der Königswiesener Bevölkerung eine Staatsbürgerschaft aus Bosnien-Herzegowina und 0,2 % entfielen auf Staatsbürger aus anderen Ländern. Insgesamt waren 2001 etwa 1,1 % der Königswiesener in einem anderen Land als in Österreich geboren.

## Kultur und Sehenswürdigkeiten

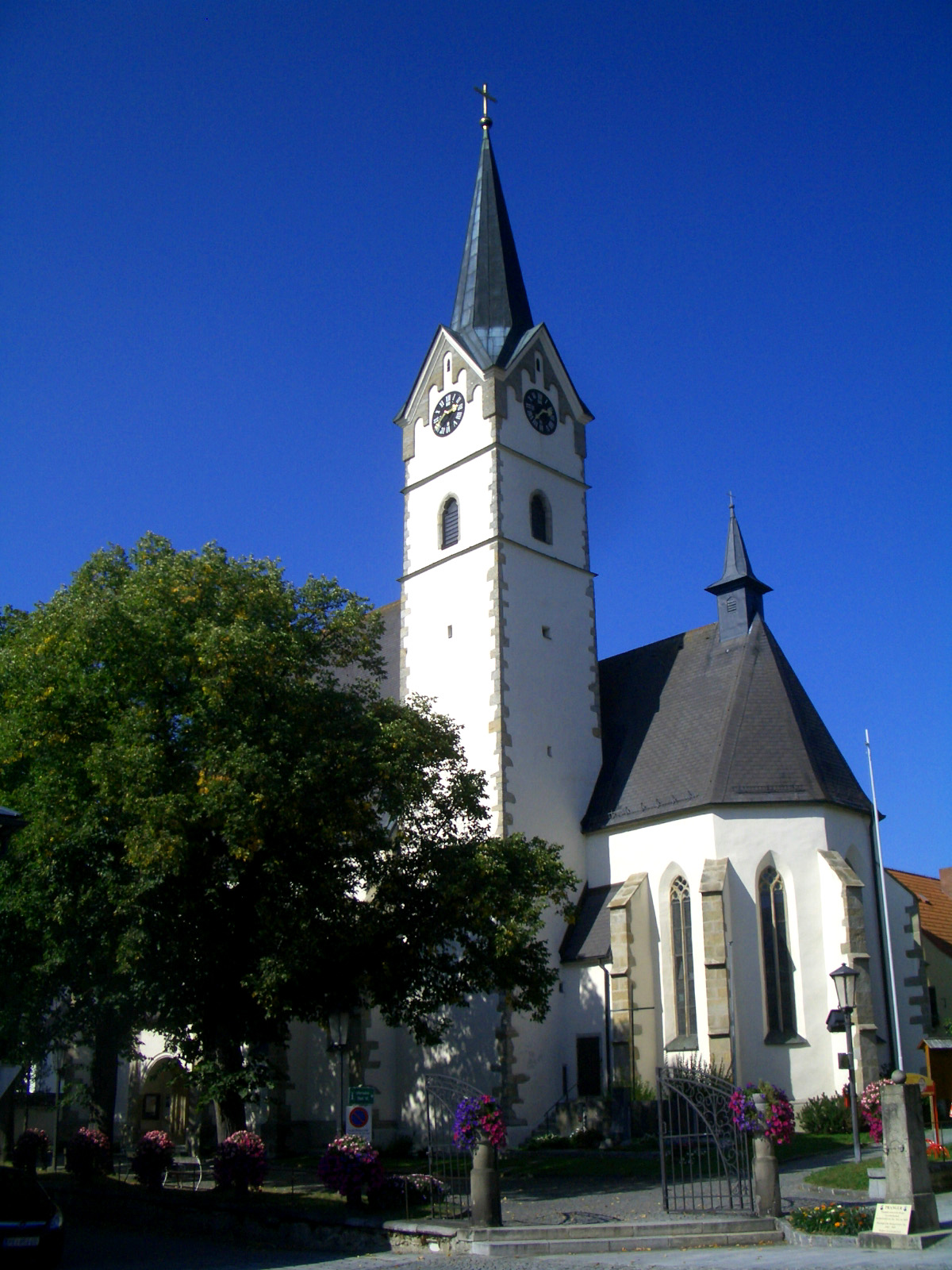
Pfarrkirche Königswiesen

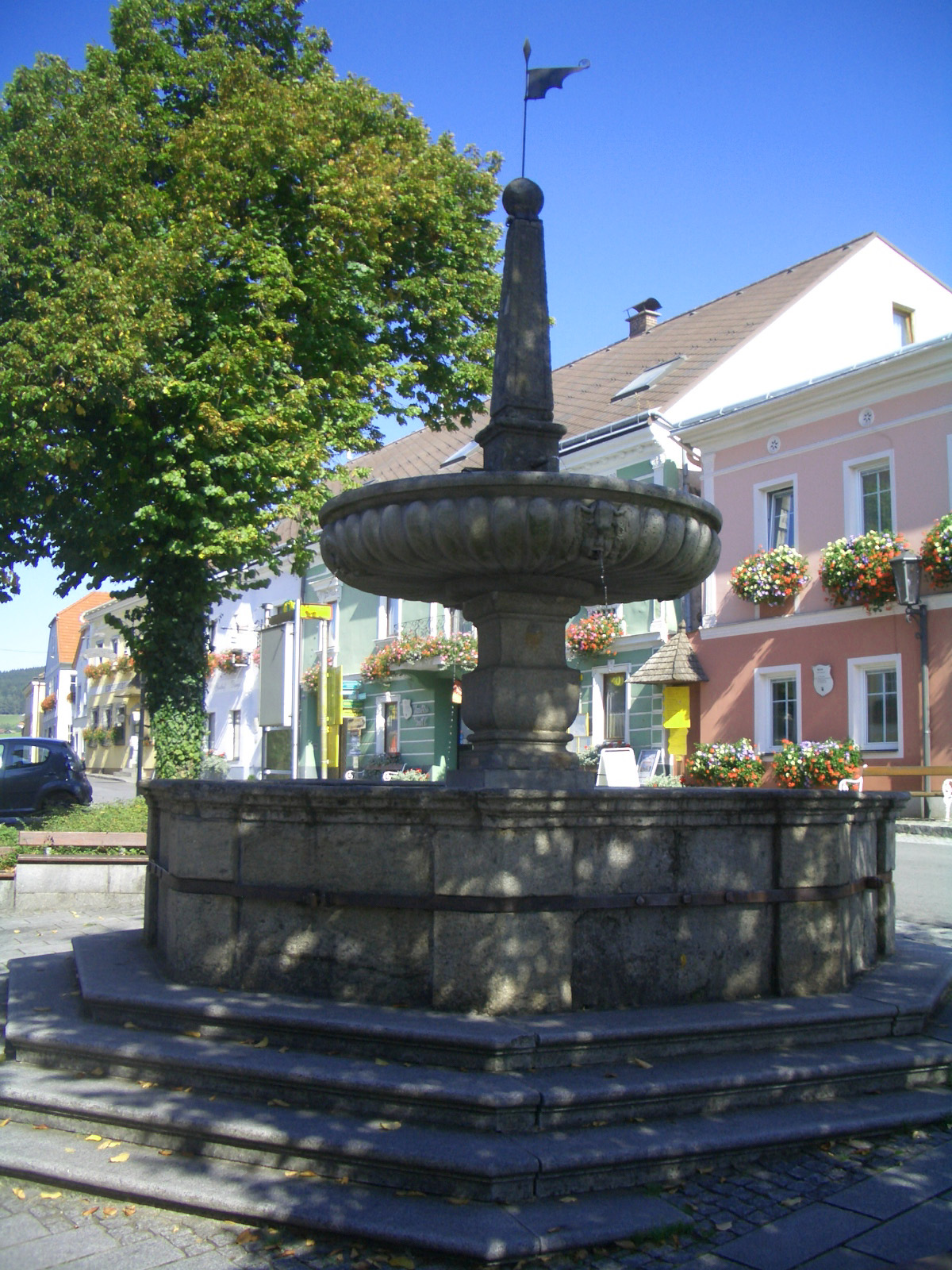
Der Brunnen auf dem Marktplatz stammt vom Schloss Windhaag

- Katholische Pfarrkirche Königswiesen Mariä Himmelfahrt
- Katholische Pfarrkirche Mönchdorf hl. Katharina
- Pechölsteine[8]

Museen
- Museum für Heimat und Gewerbe („Heimathaus Königswiesen“): Das Heimathaus widmet sich in mittlerweile 12 Räumen dem Thema Handwerk und der mühevollen bäuerlichen Arbeit um 1900. U. a. wird das Handwerk der Schmiede, Sattler, Schuster und Weber in den Museumsräumen präsentiert. Weiters ist ein im Originalzustand erhaltener Bäckereibetrieb aus dem Jahre 1898 und ein Schulklassenraum zu sehen.

Naturdenkmäler
- Klammleiten: Ein tiefes, enges Tal mit alter Mühle

### Sport
- Schigebiet: In Königswiesen und Haid gibt es Langlaufloipen und in Mönchdorf einen kleinen Schlepplift.
- Freibad
- Die Sportunion Königswiesen unterhält Fußball-, Tennis- und Asphaltstockplätze, einen 3-D Parcours für das Bogenschießen und einen asphaltierten Pump-Track für Radsportbegeisterte.
- Johannesweg: Durch das Gemeindegebiet führt der Johannesweg, ein überregionaler Wander- und Pilgerweg.

| Wirtschaft und Infrastruktur Wirtschaftssektoren Von den rund 800 Arbeitsplätzen in der Gemeinde entfallen 200 auf die Landwirtschaft, 200 auf den Produktionssektor und 400 auf Dienstleistungen (Stand 2011). [ 9 ] Berufspendler In Königswiesen wohnen fast 1700 Erwerbstätige. Davon arbeiten 600 in der Gemeinde und 1100 pendeln aus. Von den Nachbargemeinden kommen 200 Menschen, um in Königswiesen zu arbeiten. [ 10 ] | Hier fehlt eine Grafik, die leider im Moment aus technischen Gründen nicht angezeigt werden kann. Wir arbeiten daran! | Hier fehlt eine Grafik, die leider im Moment aus technischen Gründen nicht angezeigt werden kann. Wir arbeiten daran! |

### Bildung
- Kindergarten
- Volksschule
- Neue Mittelschule
- Volkshochschule: Die VHS Königswiesen ist eine Nebenstelle der Volkshochschule Freistadt.
- Bücherei

### Verkehr
- Straße: Die Königswiesener Straße durchläuft das Gemeindegebiet von Nordosten nach Südwesten. In Königswiesen beginnt die Abzweigung der Greiner Straße B 119a, die in der Ortschaft Linden der Nachbargemeinde St. Georgen am Walde in die Greiner Straße B 119 einmündet.

### Öffentliche Einrichtungen
- Es gibt drei Ärzte (Allgemeinmediziner) in der Gemeinde.
- Freiwillige Feuerwehr: Im Gemeindegebiet existieren die drei Freiwilligen Feuerwehren Königswiesen, Haid und Mönchdorf.
- Musikvereine: Im Gemeindegebiet gibt es 2 Blasmusikkapellen.

## Politik

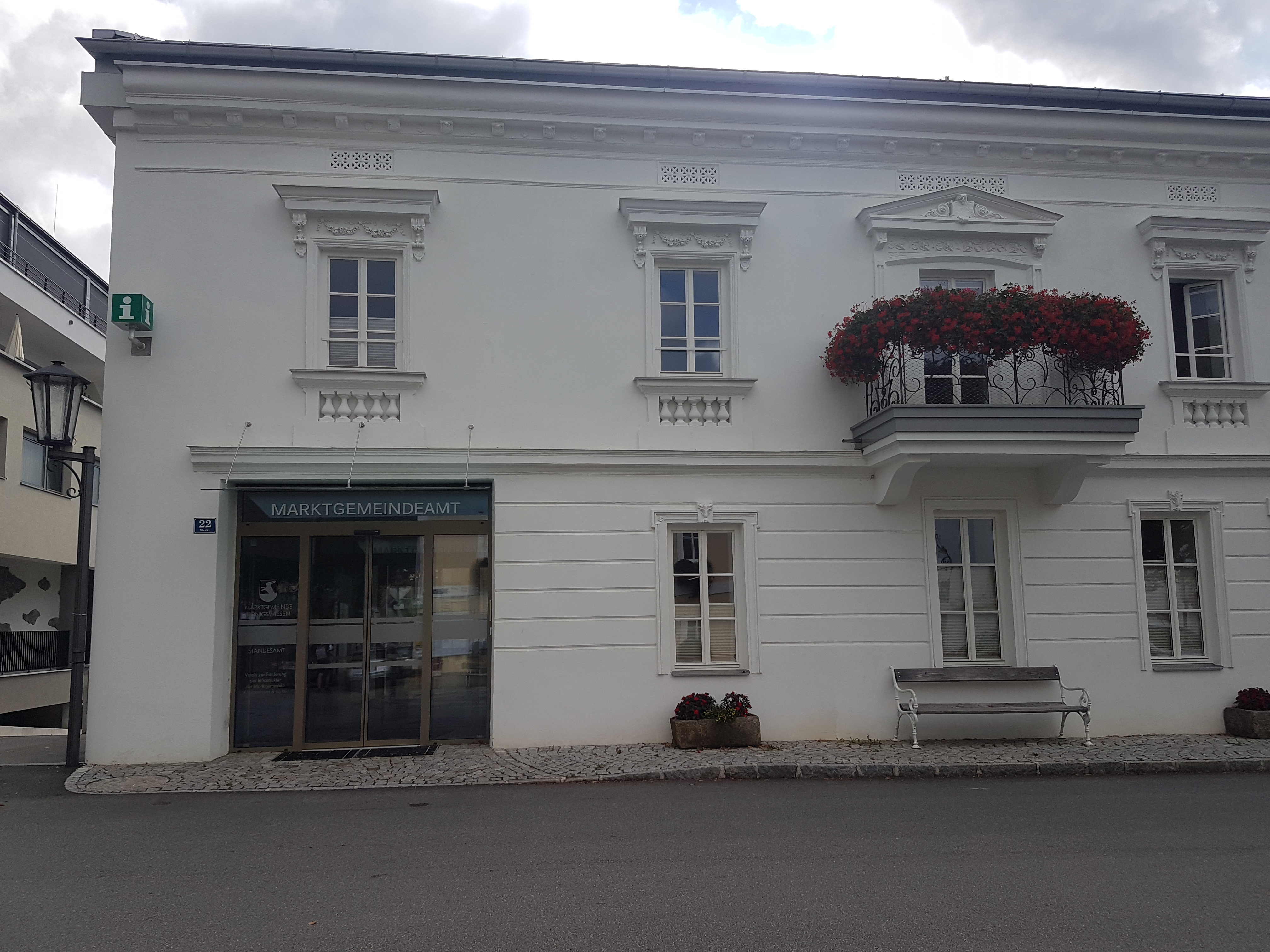
Das Marktgemeindeamt von Königswiesen.

### Gemeinderat
Der Gemeinderat hat 25 Mitglieder.
- Mit den Gemeinderats- und Bürgermeisterwahlen in Oberösterreich 2003 hatte der Gemeinderat folgende Verteilung: 17 ÖVP, 7 SPÖ und 1 FPÖ.
- Mit den Gemeinderats- und Bürgermeisterwahlen in Oberösterreich 2009 hatte der Gemeinderat folgende Verteilung: 18 ÖVP, 4 SPÖ und 3 FPÖ.
- Mit den Gemeinderats- und Bürgermeisterwahlen in Oberösterreich 2015 hatte der Gemeinderat folgende Verteilung: 16 ÖVP, 5 FPÖ und 4 SPÖ.
- Mit den Gemeinderats- und Bürgermeisterwahlen in Oberösterreich 2021 hat der Gemeinderat folgende Verteilung: 11 ÖVP, 10 Für Königswiesen (FÜRKW), 3 FPÖ und 1 SPÖ.[11][12]

### Bürgermeister
- 1997–2021 Johann Holzmann (ÖVP)[13]
- seit 2021 Roland Gaffl (FÜRKW)

### Wappen
Blasonierung: Das Gemeindewappen ist geteilt von Silber und Schwarz; oben ein naturfarbener (brauner), wachsender Hase. Das Wappen symbolisiert das 1554 beschriebene Burgrecht der freien Hasenjagd. Die Farben Weiß-Schwarz deuten auf die Wallseer, die im 15. Jahrhundert die Pfandherrschaft über Königswiesen innehatten. Die Gemeindefarben sind: Schwarz-Weiß-Grün.
Der Zeitpunkt der Verleihung des Gemeindewappens ist nicht bekannt. Der erste Nachweis ist ein Siegelabdruck auf einem Akt im Jahr 1677. Das Siegel hatte die Umschrift: SIGILL . DES . MARCKT . KINIGSBISN. Die Genehmigung der Gemeindefarben erfolgte am 6. Oktober 1980.

## Persönlichkeiten

### Söhne und Töchter der Gemeinde
- Philipp Fraundorffer (1663–1702), Arzt in Mähren und Mitglied der Gelehrtenakademie „Leopoldina“
- Josef Schwaiger (1905–1944), Feuerwehrmann und Widerstandskämpfer
- Rosa Winter (1923–2005), KZ-Überlebende
- Maria Baumgartner (* 1952), österreichische Keramikkünstlerin, 1986–2014 Lehrende an der Kunstuniversität Linz
- Anna Wiesinger (* 1958), Künstlerin
- Markus Anton Huber (* 1961), Künstler